# خوسيه لويس باليستر (سباح)
خوسيه لويس باليستر روبرت (من مواليد 17 أغسطس 1969) هو سباح فراشة إسباني سابق، شارك في ثلاث دورات أولمبية صيفية متتالية باسم بلده الأصلي، بدءًا من عام 1988. وفي كل مشاركة أولمبية، كان يُقصى من التصفيات المؤهلة.
ولد باليستر في فيناروس، كاستيلون، إسبانيا.
حصل باليستر على منحة رياضية لحضور جامعة فلوريدا في جينزفيل بولاية فلوريدا، حيث سبح لفريق السباحة والغوص فلوريدا جيتورز في مسابقة الرابطة الوطنية لرياضة الجامعات (NCAA). تخرج من جامعة فلوريدا بدرجة البكالوريوس في الإدارة في عام 2003.

## روابط خارجية
- اللجنة الأولمبية الإسبانية